# HD 38529 Ab
HD 38529 Ab est une planète géante gazeuse qui tourne autour de l'étoile HD 38529 A située dans la constellation d'Orion.

## Caractéristiques
- Distance moyenne à son étoile : 0,1293 UA
- Distance à la Terre : 138 années-lumière

## Découverte
HD 38529 Ab a été découverte en 2000, par la San Francisco State University Planet Search par la méthode des vitesses radiales.